# 松風 (能)

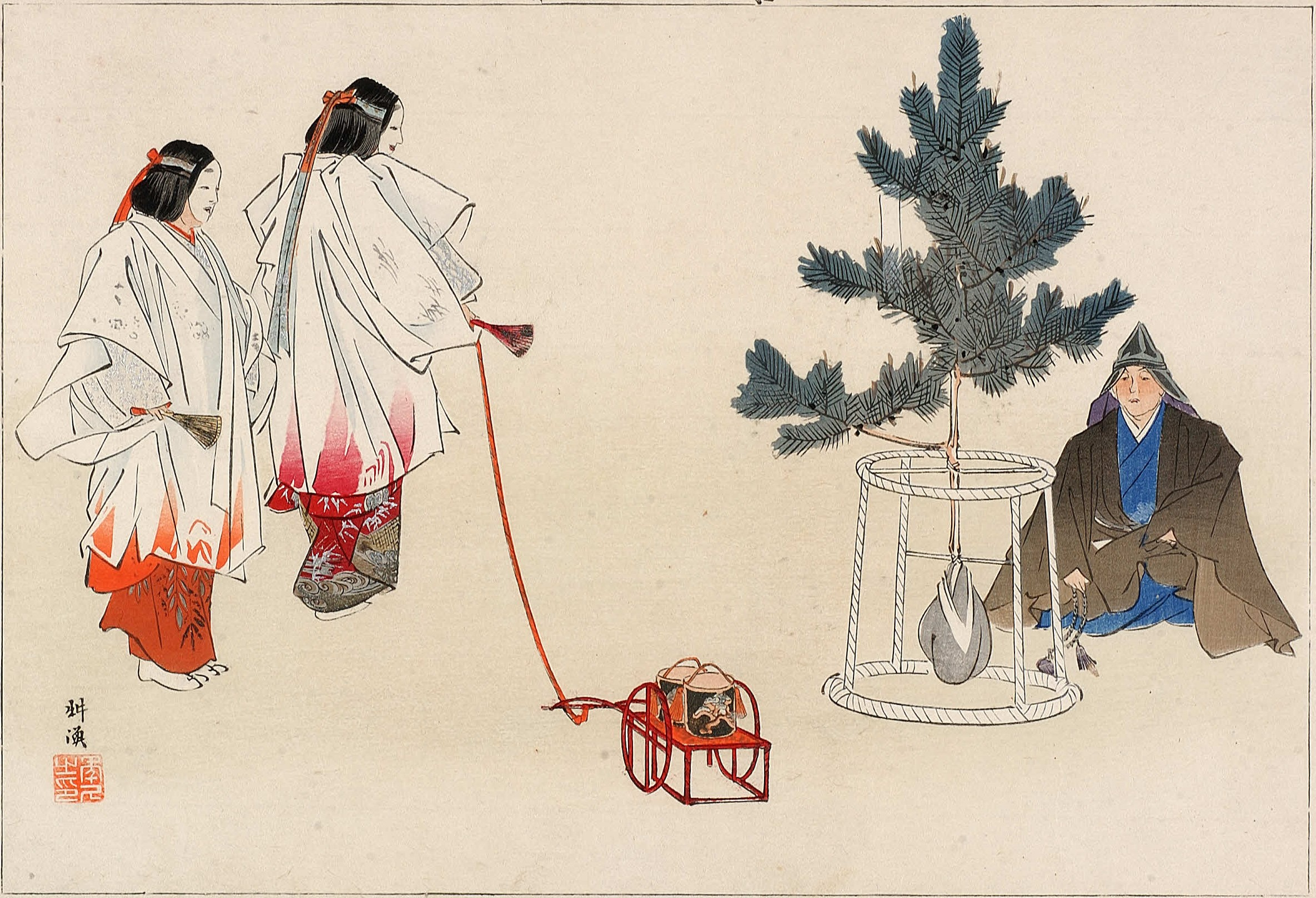
月岡耕漁「能楽図絵」より

『松風』（まつかぜ）は能楽作品の一つである。成立は室町時代。観阿弥のオリジナルを世阿弥が改修したと考えられる。須磨に流された貴公子と海人との深交を記した『撰集抄』・『源氏物語』の説話、及び『古今和歌集』の在原行平の歌を元にした秋の曲である。

## 作品構成
【登場人物】
- シテ:海人松風の霊、
- ツレ:海人村雨（松風の妹）の霊、
- ワキ:旅の僧、
- アイ:里の男。正面先に松の作り物。

ワキとアイの応対により、海辺の松は松風、村雨姉妹の旧跡であると説明される。作り物の潮汲み車が置かれ、一声があり、松風と村雨の姉妹が登場する。村雨は水桶を持つ。姉妹は在原行平との恋の日々を舞い、謡い、松風は大鼓前で床几に腰掛け、村雨はその後ろに座る。
ワキ僧はこの二人に対し、海人の家を一夜の宿とさせてくれぬかと乞う。三人の会話の内に、須磨に流された貴公子在原行平と海人の姉妹が恋を結んだ次第が語られる。美しい姉妹の容貌も恋情も身分違いの前には如何ともし難く、結局一途な恋は実ることがなかった。ここで姉妹は実は自分達がその昔の姉妹の霊であると打ち明け、平座する。
後ジテは行平形見の烏帽子と狩衣をまとい、ツレと共に叶わなかった恋と行平を偲び舞う。やがて、
「立ち別れ　いなばの山の　峰に生ふる　待つとし聞かば　いま帰り来ん」（在原行平）
の歌に始まる中ノ舞から心が激して破ノ舞となり、夜明けと共に霊は去って行く。
『帰る波の音の、須磨の浦かけて、吹くやうしろの山颪、関路の鳥も声声に、夢も後なく夜も明けて、村雨と聞きしもけさ見れば、松風ばかりや残るらん、松風ばかりや残るらん』（ワキのトメ拍子）。
熊野と共に賞賛された能であり、熊野の春、松風の秋、熊野の花、松風の月と好対照をなしている。

## 資料
- 岩波書店　日本古典文学大系　「謡曲集」上　「観阿弥関係の能」引用部分はp.65の最終三行（第四刷）。

## 関連作品
- 行平には「病葉に 問ふ人あらば須磨の浦に 藻塩たれつつ侘ぶと答へよ」という歌もある。
- 熊野と同様に多くの古典芸能作品の題材となった。松風・村雨を参照されたい。
- この能をモチーフとした細川俊夫のオペラ「松風」が存在する。